# Iago Aspas
Iago Aspas Juncal (* 1. srpna 1987, Moaña, Španělsko) je španělský fotbalový útočník a reprezentant, který v současnosti hraje za klub Celta Vigo.

## Klubová kariéra
Se Sevillou se představil v soutěži Superpohár UEFA 2014, v němž jeho tým podlehl Realu Madrid 0:2.

## Reprezentační kariéra
V A-mužstvu španělské reprezentace zvaném La Furia Roja debutoval 15. 11. 2016 pod trenérem Julenem Lopeteguim v přátelském zápase v Londýně proti Anglii (remíza 2:2). V utkání jednou skóroval (v 89. minutě snižoval na 1:2).